# Spirotropis monterosatoi
Spirotropis monterosatoi es una especie de gastrópodo del género Spirotropis, perteneciente la familia Drilliidae.